# Michelle Cameron
Michelle Cameron, nach Heirat Michelle Coulter, CM (* 28. Dezember 1962 in Calgary) ist eine ehemalige kanadische Synchronschwimmerin. Sie gewann eine olympische Goldmedaille und zwei Goldmedaillen bei Weltmeisterschaften.

## Karriere
Michelle Cameron wuchs in einer kinderreichen Familie auf, sie hatte vier Schwestern und fünf Brüder. Im Alter von 13 Jahren begann sie in ihrer Heimatstadt Calgary mit dem Synchronschwimmen, ab 1981 wurde sie bei den Calgary Aquabelles von Debbie Muir trainiert.
Nach den Olympischen Spielen 1984 bildete sie ein Duo mit Carolyn Waldo. Auf nationaler Ebene gewannen Waldo und Cameron im Duo und im Teamwettbewerb gemeinsam acht kanadische Meistertitel. Ihre ersten internationalen Erfolge als Duo waren 1985 der Gewinn in Rom und bei den spanischen offenen Meisterschaften. Waldo und Cameron siegten 1985 beim Weltcup sowohl als Duo als auch mit der Mannschaft. 1986 gewannen Cameron und Waldo als Duo bei den Commonwealth Games 1986 in Edinburgh. Bei den Weltmeisterschaften in Madrid trat Cameron in drei Disziplinen an. Sie belegte den fünften Platz im Einzel und gewann mit Waldo sowohl den Duo-Wettbewerb als auch die Mannschaftswertung. 1987 gewannen Cameron und Waldo bei den Pan Pacific Swimming Championships. Bei den Panamerikanischen Spielen erhielten sie mit der Mannschaft die Silbermedaille hinter der Mannschaft aus den Vereinigten Staaten. Wie 1985 siegten die beiden 1987 im Duo-Wettbewerb beim Weltcup.
1988 schied Cameron bei den Olympischen Spielen in Seoul im Einzelwettbewerb in der Vorrunde aus, während Carolyn Waldo in diesem Wettbewerb ihre erste Goldmedaille gewann. Im Duo-Wettbewerb siegten Waldo und Cameron knapp vor den Schwestern Karen und Sarah Josephson aus den Vereinigten Staaten. Nach den Olympischen Spielen traten Cameron und Waldo zurück, nachdem sie vier Jahre lang alle bedeutenden Wettbewerbe gewonnen hatten.
Michelle Cameron heiratete den Volleyballspieler Allan Coulter und wurde Mutter von drei Kindern. Sie arbeitete in verschiedenen Charity-Organisationen und war ehren- und hauptamtlich in Sportverbänden tätig.

## Ehrungen
Anfang 1989 wurde Michelle Cameron als Member in den Order of Canada aufgenommen. Seit 1991 ist sie Mitglied der Hall of Fame des kanadischen Sports und der Canadian Olympic Hall of Fame. Seit 2000 ist Michelle Cameron in der International Swimming Hall of Fame (ISHOF).